# 6. Armee (Deutsches Kaiserreich)

Flagge eines Stabes eines Armeeoberkommandos (1871–1918)

Als 6. Armee bzw. Armeeoberkommando 6 (A.O.K. 6) wurde ein Großverband und die dazugehörige Kommandobehörde des deutschen Heeres während des Ersten Weltkrieges (1914–1918) bezeichnet. Sie umfasste mehrere Armee- oder Reservekorps sowie zahlreiche Spezialtruppen.

## Geschichte

### 1914
Das Armeeoberkommando 6 des deutschen Heeres wurde im August 1914 im Rahmen der Mobilmachung des Ersten Weltkrieges in München errichtet. Diese Armee bestand zu etwa ¾ aus Verbänden der Bayerischen Armee. Die Armee blieb den ganzen Krieg über an der Westfront eingesetzt.
Als am 2. August 1914 im Deutschen Kaiserreich die Mobilmachung erfolgte wurden aus den acht vorhandenen Armee-Inspektionen acht Armeen gebildet. Die 6. Armee umfasste im August 1914 folgende Einheiten:
- preußisches XXI. Armee-Korps
- I. kgl. bay. Armee-Korps
- II. Königlich Bayerisches Armee-Korps
- III. kgl. bay. Armee-Korps
- I. Königlich Bayerisches Reserve-Korps
- 5. Landwehrbrigade
- Fußartillerie-Brigade
- Pionier-General 5

Anfangs war sie in Lothringen eingesetzt, wo sie bereits während des Aufmarsches in erste Gefechte verwickelt war (→ Gefecht bei Lagarde). Sie wich zunächst vor einer französischen Offensive zurück. Im Rahmen der Grenzschlachten ging die 6. Armee selbst zum Angriff über und drängte die Franzosen in der Schlacht in Lothringen (20.–22. August 1914) zurück. Nach der Niederlage der deutschen 1. und 2. Armee in der Schlacht an der Marne versuchten beide Seiten den gegnerischen Nordflügel zu umfassen (→ Wettlauf zum Meer). Die Oberste Heeresleitung zog deshalb Truppen der 6. Armee heraus und verlegte sie nach Norden. In der zweiten Septemberhälfte wurde das Armeeoberkommando 6 herausgelöst, um einen Frontabschnitt im Norden zu befehligen. Die zurückgelassenen Truppen in Lothringen wurden als Armeeabteilung Falkenhausen zusammengefasst.
Das Hauptquartier des Kronprinzen Rupprecht von Bayern wurde Ende September 1914 nach St. Quentin und am 10. Oktober nach Arras verlegt. Nach den Schlachten von La Bassée und Armentières erstarrte die Front in Flandern zum Stellungskrieg.

### 1915
Die 6. Armee war im Jahr 1915 durch eine Reihe französischer und britischer Offensiven konfrontiert: ihre Truppen verteidigten sich in den Schlachten von Neuve-Chapelle, in der Lorettoschlacht, in der Schlacht bei Aubers und Festubert (auch Zweite Schlacht von La Bassée) und in der Schlacht bei Loos.
Armeegliederung am 10. Mai 1915
- Raum Messines: II. Bayerisches Armee-Korps, Generalleutnant Otto von Stetten mit 3. und 4. bayerischer Division
- Raum Armentieres: XIX. Armee-Korps, General der Kavallerie Maximilian von Laffert mit der 40. und 24. Division
- Raum Fromelles: 6. Bayerische Reserve-Division, Generalleutnant Gustav Scanzoni von Lichtenfels
- Raum Neuve-Chapelle: VII. Armee-Korps, General der Infanterie Eberhard von Claer mit der 13. und 14. Division, Reserve: 2. Garde-Reserve-Division
- Raum  Lens: XIV. Armee-Korps, Generalleutnant Karl Heinrich von Hänisch mit 28. und 29. Division, Reserve: 58. Division
- Raum Vimy: I. Bayerisches Reserve-Korps, General der Infanterie Karl von Fasbender mit 1. und 5. bayerischen Reserve-Division und 52. Reserve-Infanterie-Brigade
- Raum südlich Arras: IV. Armee-Korps, General der Infanterie Friedrich Sixt von Armin mit der 7. und 8. Division

### 1917
Am 9. April 1917 nach Beginn der britischen Großoffensive bei Arras zählte die 6. Armee sieben Divisionen; drei Eingreifdivisionen und zwei Ablösedivisionen:
- „Gruppe Aubers“ (Bayerisches III. Korps) wurde während der Schlacht zwischen Neuve-Chapelle und La Bassée nicht direkt angegriffen.
- „Gruppe Loos“ (IV. Armee-Korps unter General Richard von Kraewel) zwischen dem La-Bassée-Kanal bis Loos mit der 7. und 8. Infanterie-Division.
- Gruppe Souchez (VIII. Reserve-Korps unter General Georg Wichura) zwischen Loos bis Givenchy-en-Gohelle mit 3 Divisionen: 56. Infanterie-Division, 80. Reserve-Division in Liévin sowie der 16. bayerischen Infanterie-Division bei Givenchy, letztere in Ablöse durch die 4. Garde-Infanterie-Division.
- „Gruppe Vimy“ (Bayerisches I. Reserve-Korps) hielt den Abschnitt zwischen Givenchy bis St. Laurent im Norden von Arras mit 3 Divisionen in Front und zwei im Anmarsch: 79. Reserve-Division bei Vimy, in Ablösung durch 111. Infanterie-Division, die 1. bayerische Reserve-Division in Ablöse durch die 14. bayerische Infanterie-Division.
- „Gruppe Arras“ (IX. Reserve-Korps unter Generalleutnant Karl Dieffenbach) hielt die Front im östlichen Vorfeld von Arras bis Croisilles mit 4 Divisionen: mit der 11. Infanterie-Division und 17. Reserve-Division bei Monchy, die 18. Reserve-Division hielt zwischen Guémappe und Wancourt, die 220. Infanterie-Division stand bei Cherisy und Fontaine-lès-Croisilles.

Am 12. April 1917 zählte die 6. Armee nach der Übernahme der Gruppe Queant von der 1. Armee dann bereits 21. Divisionen.

### 1918
Am 9. April 1918 war die 6. Armee als linker Angriffsflügel beim „Georgette-Angriff“ mit vier Korpskommandos mit 15 Divisionen zwischen Armentières und Festubert angesetzt:
- Im rechten Angriffsfeld lag das II. Bayerische Korps mit der 32. und 38. Division sowie der 10. Ersatz-Division
- Im Zentrum stand das XIX. Armee-Korps mit der 35. und 42. Division im ersten und der 11. und 81. Reserve-Division im zweiten Treffen. Links davon wurde das Generalkommando 55 mit der 1. und 8. Bayerischen Reserve-Division angesetzt. Dahinter im zweiten Treffen die 8. und 16. Division.
- Im südlichen Abschnitt war das IV. Armee-Korps aufmarschiert, links deckte die 4. Ersatz-Division gegen Festubert. Die 18. und 43. Reserve-Division trugen nördlich davon den Angriff, dahinter war als Reserve die 44. Reserve-Division nachgeführt.
- Der südliche Flügel der 6. Armee, das XXXX. Reserve-Korps verblieb während der Schlacht im Raum von La Bassée defensiv.

Das Hauptquartier der Armee lag seit dem 8. November 1914 in Lille und danach ab dem 29. Februar 1916 in Douai. Am 15. März 1917 verlegte es nach Tournai, um am 15. April 1918 wieder nach Lille zu gehen. Am 1. Oktober 1918 begann die Rückverlegung, die am 29. November 1918 in Iserlohn endete.